# 犹疑棘隙吸虫
犹疑棘隙吸虫（学名：Echinochasmus amphibolus）为棘口科棘隙属的动物。分布于俄罗斯、匈牙利、瑞士以及中国大陆的福建等地，营寄生生活，宿主苍鹭、Colymbus griseigena、夜鹭、鸬鹚以及寄生于肠。